# Jibbing
Jibbing – to technika jazdy na snowboardzie należąca do freestyle-u. Polega na jeździe po wszystkim co jest tworem sztucznym, czyli  stworzonym przez człowieka, np.: po poręczach (tzw. handrail, rail),  funboxach (skrzynie - bardziej popularna jest angielska nazwa), ławkach (bench), murkach (ledge).
Prekursorami tej odmiany snowboardu byli, m.in. Terry Kidwells, Matt Cummins, Dale Rehberg, Nate Cole, Roan Kogers. Pierwsze próby jibbingu zarejestrowano w filmie snowboardowym Sims Factory Video w 1987 roku.